# British Virgin Islands Football Association
Die British Virgin Islands Football Association (BVIFA) ist der im Jahr 1974 gegründete nationale Fußballverband der Britischen Jungferninseln. Der Verband organisiert die Spiele der Fußballnationalmannschaft und ist seit 1996 Mitglied im Kontinentalverband CONCACAF sowie Mitglied im Weltverband FIFA. Zudem richtet der Verband die höchste nationale Spielklasse BVIFA National Football League aus.

## Erfolge
- Fußball-Weltmeisterschaft

Teilnahmen: Keine
- CONCACAF Gold Cup

Teilnahmen: Keine